# Европско универзитетско дебатно првенство
Европско универзитетско дебатно првенство (енгл. European Universities Debating Championship, EUDC), је дебатно такмичење за универзитете, које се сваке године одржава у Европи. Формат првенства је британски парламентарни, који се користи и на Светском универзитетском дебатном првенству.
Прво такмичење у овом облику одржано је у Ротердаму, Холандија на Еразмус Универзитету од 8. до 9. априла 1999. године. Неколико година првенства су одржавана у том периоду све до 2007. године када је домаћин био Коч Универзитет из Истанбула, Турска. Они су почетак првенства померили за крај лета, како би се избегли испити на универзитетима широм континента. Такмичење је такође продужено на више дана, како би се изашло у сусрет нарастајућој популарности.
Првенство је 1999. укључивало 32 тима са по 2 говорника, а сада је достигао број од око 200 тимова сваке године. Институције могу да пријаве више од једног тима, у зависности од способности организатора да их све угости. Неке институције такође пријављују тимове из више различитих дебатних удружења унутар саме институције.
На првенству учествују углавном студенти са европских универзитета, мада се често пријављују и тимови са Блиског истока и Централне Азије у зависности од турнира у њиховим регионима.

## Претходна такмичења

### Организатори
| Година | Број тимова | Град      | Организатор/и                                    | Домаћин/ца турнира                 | Главни судија                       |
| 2018.  | 194         | Нови Сад  | Висока пословна школа Нови Сад                   | Јован Петронијевић и Стела Браје   | Данкан Кроу и Оливиа Сандберг Диез  |
| 2017.  | 220         | Талин     | Технолошки универзитет у Талину                  | Селен Гнадентих                    | Стивен Раџавионтан и Хелена Иванов  |
| 2016.  | 230         | Варшава   | Фондација Пољска дебатује                        | Ана Доброволска и Каролина Партига | Хариш Натарајан и Емилија Карлквист |
| 2015.  | 216         | Беч       | Бечки дебатни клуб                               | Стефан Цвајкер                     | Кристин Симпсон и Мајкл Шапира      |
| 2014.  | 216         | Загреб    | Загребачко дебатно друштво Отворена комуникација | Ника Јелашка                       | Ребека Мередит и Милан Вигњевић     |
| 2013.  | 216         | Манчестер | Манчестерска дебатна унија                       | Ема Бин и Луси Пени                | Шенгву Ли                           |
| 2012.  | 211         | Београд   | Отворена комуникација                            | Милан Вигњевић                     | Арт Ворд                            |
| 2011.  |             | Галвеј    | Национални универзитет Ирске                     | Оисин Колинс                       | Рут Фолер                           |
| 2010.  | 192         | Амстердам | Дебатно удружење „Бонапарта"                     | Ен Валкеринг                       | Лила Куинг                          |
| 2009.  | 164         | Њукасл    | Универзитет у Њукаслу                            | Оскар Ејвери и Расел Хасвел        | Сем Блок                            |
| 2008.  | 152         | Талин     | Универзитет у Талину                             | Хелина Лур                         | Нил Харви-Смит                      |
| 2007.  | 168         | Истанбул  | Коч Универзитет                                  | Риза Ишик                          | Чан Окар                            |
| 2006.  | 164         | Берлин    | Берлинска дебатна унија                          | Симон Кошут и Флориан Вичелман     | Јенс Фишер                          |
| 2005.  | 112         | Корк      | Универзитет у Корку                              | Дерек Ланди                        | Кејлеб Ворд                         |
| 2004.  | 72          | Дарам     | Универзитет у Дараму                             |                                    | Том Хамилтон                        |
| 2003.  | 100         | Загреб    | Свеучилиште у Загребу                            | Домагој Барић                      | Ива Кутле                           |
| 2002.  | 40          | Хаифа     | Универзитет у Хаифи                              | Ури Закаи                          |                                     |
| 2001.  | 64          | Порторож  | За ин Проти                                      |                                    | Ника Шварц                          |
| 2000.  | 64          | Абердин   | Универзитет у Абердину                           |                                    |                                     |
| 1999.  | 32          | Ротердам  | Еразмус Универзитет                              |                                    |                                     |

### Победници и финалисти
| Година | Град      | Врста | Победници                                           | Победници                                           | Финалисти                           | Финалисти                           | Финалисти                                      | Финалисти                                      | Финалисти                                                 | Финалисти                                                 |
| ------ | --------- | ----- | --------------------------------------------------- | --------------------------------------------------- | ----------------------------------- | ----------------------------------- | ---------------------------------------------- | ---------------------------------------------- | --------------------------------------------------------- | --------------------------------------------------------- |
| 2018.  | Нови Сад  | ЕФЛ   | Универзитет у Тел Авиву                             | Универзитет у Тел Авиву                             | Лондонска школа економије           | Лондонска школа економије           | БПП Универзитет                                | БПП Универзитет                                | Универзитет у Оксфорду                                    | Универзитет у Оксфорду                                    |
| 2018.  | Нови Сад  | ЕФЛ   | Ноам Дахан                                          | Том Манор                                           | Сиара Мичел                         | Сара Теј                            | Џејми Џексон                                   | Мухамед Асадулах Кан                           | Луј Кулије                                                | Роза Томас                                                |
| 2018.  | Нови Сад  | ЕСЛ   | Универзитет у Тел Авиву                             | Универзитет у Тел Авиву                             | Виша економска школа у Москви       | Виша економска школа у Москви       | Универзитет у Загребу                          | Универзитет у Загребу                          | Дебатна унија Лајден                                      | Дебатна унија Лајден                                      |
| 2018.  | Нови Сад  | ЕСЛ   | Амичеј Ивен Чен                                     | Идо Котлер                                          | Иван Вељанцеј                       | Михаил Шуганов                      | Ловро Шпрем                                    | Тин Пуљић                                      | Јероен Винен                                              | Роми Линд                                                 |
| 2017.  | Талин     | ЕФЛ   | Универзитет у Глазгову                              | Универзитет у Глазгову                              | Универзитет у Тел Авиву             | Универзитет у Тел Авиву             | Универзитет у Оксфорду                         | Универзитет у Оксфорду                         | Универзитет у Оксфорду                                    | Универзитет у Оксфорду                                    |
| 2017.  | Талин     | ЕФЛ   | Бетани Гери                                         | Овен Муни                                           | Ноам Дахан                          | Том Манор                           | Тек Вен Тан                                    | Софи Ларџ                                      | Деби Огунринд                                             | Тоби Трикс                                                |
| 2017.  | Талин     | ЕСЛ   | Универзитет у Тел Авиву                             | Универзитет у Тел Авиву                             | Универзитет у Београду              | Универзитет у Београду              | Универзитет у Тартуу                           | Универзитет у Тартуу                           | Универзитет у Лајдену                                     | Универзитет у Лајдену                                     |
| 2017.  | Талин     | ЕСЛ   | Ноам Дахан                                          | Том Мано                                            | Јанко Ђорђевић                      | Илија Иванишевић                    | Рауно Кивило                                   | Кетлин Лембер                                  | Шерон Џил                                                 | Ема Лукас                                                 |
| 2016.  | Варшава   | ЕФЛ   | Висока школа за пословну економију и предузетништво | Висока школа за пословну економију и предузетништво | Историјско друштво Тринити колеџа   | Историјско друштво Тринити колеџа   | Универзитет у Оксфорду                         | Универзитет у Оксфорду                         | Универзитет у Оксфорду                                    | Универзитет у Оксфорду                                    |
| 2016.  | Варшава   | ЕФЛ   | Мајкл Дан Гоекјиан                                  | Стефан Сириџански                                   | Ди Кортни                           | Мајкл Колман                        | Ени Вилијамсон                                 | Тоби Трикс                                     | Софи Ларџ                                                 | Рефи Маршал                                               |
| 2016.  | Варшава   | ЕСЛ   | Универзитет у Тел Авиву                             | Универзитет у Тел Авиву                             | Универзитет у Тел Авиву             | Универзитет у Тел Авиву             | Универзитет у Лајдену                          | Универзитет у Лајдену                          | Универзитет у Лајдену                                     | Универзитет у Лајдену                                     |
| 2016.  | Варшава   | ЕСЛ   | Дан Лахав                                           | Ајал Хутман                                         | Ноам Дахан                          | Том Манор                           | Флорис Холстеџ                                 | Ема Лукас                                      | Лиса Шаленберг                                            | Симон Мартина Перез                                       |
| 2015.  | Беч       | ЕФЛ   | Универзитет у Сент Ендрузу                          | Универзитет у Сент Ендрузу                          | Глазгов универзитетска унија        | Глазгов универзитетска унија        | Универзитет у Тел Авиву                        | Универзитет у Тел Авиву                        | Правна школа Универзитетског колеџа Даблин                | Правна школа Универзитетског колеџа Даблин                |
| 2015.  | Беч       | ЕФЛ   | Руаиридит Мекинтош                                  | Алекс Дон                                           | Данкан Кроу                         | Крис Едгар                          | Ден Лахав                                      | Ајал Хајутман                                  | Одан Пило                                                 | Пол О’Двајер                                              |
| 2015.  | Беч       | ЕСЛ   | Универзитет у Тел Авиву                             | Универзитет у Тел Авиву                             | Универзитет у Тел Авиву             | Универзитет у Тел Авиву             | Универзитет у Лајдену                          | Универзитет у Лајдену                          | Универзитет у Стокхолму                                   | Универзитет у Стокхолму                                   |
| 2015.  | Беч       | ЕСЛ   |                                                     |                                                     |                                     |                                     |                                                |                                                |                                                           |                                                           |
| 2014.  | Загреб    | ЕФЛ   | Универзитет у Шефилду                               | Универзитет у Шефилду                               | Универзитет у Кембриџу              | Универзитет у Кембриџу              | Универзитет у Единбургу                        | Универзитет у Единбургу                        | Универзитет у Оксфорду                                    | Универзитет у Оксфорду                                    |
| 2014.  | Загреб    | ЕФЛ   | Адам Хоксби                                         | Метју Вилмор                                        | Бен Адамс                           | Фреди Пауел                         | Ела Еџингтон                                   | Марлена Валис                                  | Мет Хендли                                                | Фергус Пис                                                |
| 2014.  | Загреб    | ЕСЛ   | Универзитет у Београду                              | Универзитет у Београду                              | Универзитет у Лунду                 | Универзитет у Лунду                 | Универзитет у Берлину                          | Универзитет у Берлину                          | Бабеш-Бољаи универзитет                                   | Бабеш-Бољаи универзитет                                   |
| 2014.  | Загреб    | ЕСЛ   | Хелена Иванов                                       | Стефан Сириџански                                   | Емилија Карлквист                   | Пир Клусендорф                      | Каи Дитман                                     | Десислава Кирова                               |                                                           |                                                           |
| 2013.  | Манчестер | ЕФЛ   | Универзитет у Кембриџу                              | Универзитет у Кембриџу                              | Универзитет у Единбургу             | Универзитет у Единбургу             | Универзитет у Оксфорду                         | Универзитет у Оксфорду                         | Историјско друштво Тринити колеџа                         | Историјско друштво Тринити колеџа                         |
| 2013.  | Манчестер | ЕФЛ   | Ашиш Кумар                                          | Ансер Афтаб                                         | Марлена Валис                       | Дејвид Мекрит                       | Мет Хендли                                     | Наташа Рачман                                  | Сели Руни                                                 | Мајкл Бартон                                              |
| 2013.  | Манчестер | ЕСЛ   | Универзитет у Лунду                                 | Универзитет у Лунду                                 | Универзитет у Тел Авиву             | Универзитет у Тел Авиву             | Универзитет у Берлину                          | Универзитет у Берлину                          | Универзитет у Гронингену                                  | Универзитет у Гронингену                                  |
| 2013.  | Манчестер | ЕСЛ   | Емилија Карлквист                                   | Пир Клусендорф                                      | Јаел Бел                            |                                     | Нилс Шрутер                                    |                                                | Хенк ван Зуилен                                           | Стијн де Јонг                                             |
| 2012.  | Београд   | ЕФЛ   | Приватни универзитет у Лондону                      | Приватни универзитет у Лондону                      | Универзитет у Оксфорду              | Универзитет у Оксфорду              | Универзитет у Кембриџу                         | Универзитет у Кембриџу                         | Књижевно-историјско друштво Универзитетског колеџа Даблин | Књижевно-историјско друштво Универзитетског колеџа Даблин |
| 2012.  | Београд   | ЕФЛ   | Џек Вотсон                                          | Хариш Натарајан                                     | Томас Хоскинг                       | Хасан Динђер                        | Ашиш Кумар                                     | Џо Русос                                       | Кристин Симпсон                                           | Марк Тоутон                                               |
| 2012.  | Београд   | ЕСЛ   | Универзитет у Лајдену                               | Универзитет у Лајдену                               | Међународна школа "Рафаел Реканати" | Међународна школа "Рафаел Реканати" | Универзитет у Берлину                          | Универзитет у Берлину                          | Универзитет у Талину                                      | Универзитет у Талину                                      |
| 2012.  | Београд   | ЕСЛ   | Дан Велинг                                          | Мено Шелекенс                                       | Алон ван Дам                        | Бен Гладникоф                       | Нилс Шрутер                                    |                                                | Ана Каролин                                               | Стен Енрлих                                               |
| 2011.  | Галвеј    | ЕФЛ   | Универзитет у Оксфорду                              | Универзитет у Оксфорду                              | Универзитет у Кембриџу              | Универзитет у Кембриџу              | Историјско друштво Тринити колеџа              | Историјско друштво Тринити колеџа              | Универзитет у Дараму                                      | Универзитет у Дараму                                      |
| 2011.  | Галвеј    | ЕФЛ   | Бен Волгар                                          | Хју Бернс                                           | Џек Вотсон                          | Хариш Натарајан                     | Кетрин Марфи                                   | Ниам Ни Моилеоин                               | Томас Бол                                                 | Бен Дори                                                  |
| 2011.  | Галвеј    | ЕСЛ   | Универзитет у Тел Авиву                             | Универзитет у Тел Авиву                             | Еразмус универзитет                 | Еразмус универзитет                 |                                                |                                                |                                                           |                                                           |
| 2011.  | Галвеј    | ЕСЛ   | Омер Нево                                           | Села Нево                                           | Џероен Хун                          | Даниел Спрингер                     |                                                |                                                |                                                           |                                                           |
| 2010.  | Амстердам | ЕФЛ   | Краљева Крчма                                       | Краљева Крчма                                       | Универзитет у Оксфорду              | Универзитет у Оксфорду              | Универзитет у Оксфорду                         | Универзитет у Оксфорду                         | Универзитет у Кембриџу                                    | Универзитет у Кембриџу                                    |
| 2010.  | Амстердам | ЕФЛ   | Оган Кејси                                          | Патрик Руни                                         | Бен Волгар                          | Томас Хоскинг                       | Нил Девар                                      | Хју Бернс                                      | Џек Вотсон                                                | Хариш Натарајан                                           |
| 2010.  | Амстердам | ЕСЛ   | Универзитет у Љубљани                               | Универзитет у Љубљани                               | Универзитет у Галатасарају          | Универзитет у Галатасарају          | Дебатно удружење "Калиопа"                     | Дебатно удружење "Калиопа"                     | Универзитет у Атини                                       | Универзитет у Атини                                       |
| 2010.  | Амстердам | ЕСЛ   | Филип Добранић                                      | Маја Цимерман                                       | Енгин Арикан                        | Лејла Орак                          | Стефи Рус ду Мејн                              | Флур де Куниг                                  | Манос Мошопулос                                           | Кимон Јоанидес                                            |
| 2009.  | Њукасл    | ЕФЛ   | Универзитет у Оксфорду                              | Универзитет у Оксфорду                              | Универзитет у Оксфорду              | Универзитет у Оксфорду              | Универзитет у Оксфорду                         | Универзитет у Оксфорду                         | Универзитет у Тел Авиву                                   | Универзитет у Тел Авиву                                   |
| 2009.  | Њукасл    | ЕФЛ   | Шенгву Ли                                           | Џонатан Лидер Мајнард                               | Нил Девар                           | Макс Касриел                        | Џоана Фармер                                   | Томас Хоскинг                                  | Јони Коен                                                 | Ури Мерхав                                                |
| 2009.  | Њукасл    | ЕСЛ   | Универзитет у Лајдену                               | Универзитет у Лајдену                               | Универзитет у Љубљани               | Универзитет у Љубљани               | Универзитет у Хаифи                            | Универзитет у Хаифи                            | Универзитет у Галатасарају                                | Универзитет у Галатасарају                                |
| 2009.  | Њукасл    | ЕСЛ   | Али ел Хатиб                                        | Роб Хониг                                           | Спела Кунеј                         | Бостјан Плоштаинер                  | Ханеке Берман                                  | Лиор Сапир                                     | Енгин Арикан                                              | Лејла Орак                                                |
| 2008.  | Талин     | ЕФЛ   | Универзитет у Оксфорду                              | Универзитет у Оксфорду                              | Кингс колеџ Лондон                  | Кингс колеџ Лондон                  | Универзитет у Оксфорду                         | Универзитет у Оксфорду                         | Универзитет у Оксфорду                                    | Универзитет у Оксфорду                                    |
| 2008.  | Талин     | ЕФЛ   | Џејмс Дреј                                          | Вилијам Џоунс                                       | Џонатан Лидер Мејнард               | Луис Паломбо                        | Симон Квин                                     | Алекс Ворснип                                  | Бенџамин Џаспер                                           | Шенгву Ли                                                 |
| 2008.  | Талин     | ЕСЛ   | Бабеш-Бољаи универзитет                             | Бабеш-Бољаи универзитет                             | Универзитет у Лајдену               | Универзитет у Лајдену               | Херти школа за администрацију Берлин           | Херти школа за администрацију Берлин           | Универзитет у Тел Авиву                                   | Универзитет у Тел Авиву                                   |
| 2008.  | Талин     | ЕСЛ   | Дан Кристеа                                         | Нико Лупеа                                          | Симон ван Елк                       | Лила Куниг                          | Аљона Асјамова                                 | Адам Хилдебрант                                | Ури Мерхав                                                | Дани Зеви                                                 |
| 2007.  | Истанбул  | ЕФЛ   | Универзитет у Кембриџу                              | Универзитет у Кембриџу                              | Универзитет у Кембриџу              | Универзитет у Кембриџу              | Универзитетски колеџ Корк                      | Универзитетски колеџ Корк                      | Универзитет у Сент Ендрузу                                | Универзитет у Сент Ендрузу                                |
| 2007.  | Истанбул  | ЕФЛ   | Сем Блок                                            | Џил Робертсон                                       | Дејвид Тајт                         | Даниел Ворентс                      | Даниел Патрик Мекарти                          | Стивен Нолан                                   | Даг Кочран                                                | Кони Грив                                                 |
| 2007.  | Истанбул  | ЕСЛ   | Универзитет у Талину                                | Универзитет у Талину                                | Тилбури Хаус Келн                   | Тилбури Хаус Келн                   | Херти школа за администрацију Берлин           | Херти школа за администрацију Берлин           | Универзитет у Лајдену                                     | Универзитет у Лајдену                                     |
| 2007.  | Истанбул  | ЕСЛ   | Алан-Херман Пул                                     | Уве Пум                                             |                                     |                                     | Аљона Асјамова                                 | Адам Хилдебрант                                | Флур Прал                                                 | Адриан Андринга                                           |
| 2006.  | Берлин    | ЕФЛ   | Универзитет у Оксфорду                              | Универзитет у Оксфорду                              | Универзитетски колеџ Корк           | Универзитетски колеџ Корк           | Универзитет у Дараму                           | Универзитет у Дараму                           | Универзитет у Глазгову                                    | Универзитет у Глазгову                                    |
| 2006.  | Берлин    | ЕФЛ   | Александер Бетс                                     | Гевин Илси                                          | Дерек Дојл                          | Тони Марфи                          | Ијан Чепман                                    | Сидарт Хаџурија                                | Ниал Кенеди                                               | Ниал Роуантри                                             |
| 2006.  | Берлин    | ЕСЛ   | Универзитет у Бону                                  | Универзитет у Бону                                  | Еразмус универзитет                 | Еразмус универзитет                 | Амстердамско удружење дебатера "Бонапарта"     | Амстердамско удружење дебатера "Бонапарта"     |                                                           |                                                           |
| 2006.  | Берлин    | ЕСЛ   | Изабел Лоу                                          | Матијас Лукс                                        | Ларс Дурсма                         | Марк Ролс                           | Даниел Шут                                     | Ен Валкеринг                                   |                                                           |                                                           |
| 2005.  | Корк      | ЕФЛ   | Универзитет у Дараму                                | Универзитет у Дараму                                | Унутрашњи Храм                      | Унутрашњи Храм                      | Универзитет у Оксфорду                         | Универзитет у Оксфорду                         | Књижевно-историјско друштво Универзитетског колеџа Даблин | Књижевно-историјско друштво Универзитетског колеџа Даблин |
| 2005.  | Корк      | ЕФЛ   | Ерин О’Брајан                                       | Роберт Нимо                                         | Грег О’Шијала                       | Чарли Спарлинг                      | Александра Хил                                 | Тимоти Сондерс                                 | Оган Кејси                                                | Сјаран Лоулор                                             |
| 2005.  | Корк      | ЕСЛ   | Еразмус универзитет                                 | Еразмус универзитет                                 |                                     |                                     |                                                |                                                |                                                           |                                                           |
| 2005.  | Корк      | ЕСЛ   | Ларс Дурсма                                         | Шерон Кројс                                         |                                     |                                     |                                                |                                                |                                                           |                                                           |
| 2004.  | Дарам     | ЕФЛ   | Универзитет у Утрехту                               | Универзитет у Утрехту                               | Универзитет у Оксфорду              | Универзитет у Оксфорду              | Филозофско друштво Универзитетског колеџа Корк | Филозофско друштво Универзитетског колеџа Корк | Универзитет у Лондону                                     | Универзитет у Лондону                                     |
| 2004.  | Дарам     | ЕФЛ   | Јан Росинг                                          | Клас ван Шелвен                                     | Џонатан Бејли                       | Николас Слобода                     | Конор Бакли                                    | Дерек Ленди                                    | Меди Кери                                                 | Фредерик Кауел                                            |
| 2004.  | Дарам     | ЕСЛ   | Интердисциплинарни центар Херцлија                  | Интердисциплинарни центар Херцлија                  | Универзитет у Лајдену               | Универзитет у Лајдену               | Амстердамско удружење дебатера "Бонапарта"     | Амстердамско удружење дебатера "Бонапарта"     | Универзитет у Утрехту                                     | Универзитет у Утрехту                                     |
| 2004.  | Дарам     | ЕСЛ   | Јарон Чајат                                         | Јакоб Шверголд                                      | Елселин Кингман                     | Ејми Роџерс                         | Гајс Шумахер                                   | Јона Линде                                     | Јан Росинг                                                | Клас ван Шелвен                                           |
| 2003.  | Загреб    | ЕФЛ   | Универзитет у Бристолу                              | Универзитет у Бристолу                              | Универзитет у Дараму                | Универзитет у Дараму                | Универзитет у Оксфорду                         | Универзитет у Оксфорду                         | Универзитет у Оксфорду                                    | Универзитет у Оксфорду                                    |
| 2003.  | Загреб    | ЕФЛ   | Енурин Бруер                                        | Кен Окар                                            | Том Хамилтон                        | Џон Симонс                          | Александер Бетс                                | Дејвид Пени                                    | Боб Кафи                                                  | Пеги Пеи Ју Пао                                           |
| 2003.  | Загреб    | ЕСЛ   | Еразмус универзитет                                 | Еразмус универзитет                                 |                                     |                                     |                                                |                                                |                                                           |                                                           |
| 2003.  | Загреб    | ЕСЛ   | Ларс Дурсма                                         | Марк Ролс                                           |                                     |                                     |                                                |                                                |                                                           |                                                           |
| 2002.  | Хаифа     | ЕФЛ   | Универзитет у Оксфорду                              | Универзитет у Оксфорду                              | Хебрејски универзитет у Јерусалиму  | Хебрејски универзитет у Јерусалиму  | Интердисциплинарни центар Херцлија             | Интердисциплинарни центар Херцлија             | Универзитет у Оксфорду                                    | Универзитет у Оксфорду                                    |
| 2002.  | Хаифа     | ЕФЛ   | Фрејзер Кембел                                      | Тара Маунс                                          | Ниоми Кригер                        | Ели Новерштерн                      | Гур Браслави                                   | Нога Исаксон                                   | Николас Пачеко                                            | Мет Спенс                                                 |
| 2002.  | Хаифа     | ЕСЛ   | Хебрејски универзитет у Јерусалиму                  | Хебрејски универзитет у Јерусалиму                  |                                     |                                     |                                                |                                                |                                                           |                                                           |
| 2002.  | Хаифа     | ЕСЛ   | Ниоми Кригер                                        | Ели Новерштерн                                      |                                     |                                     |                                                |                                                |                                                           |                                                           |
| 2001.  | Порторож  | ЕФЛ   | Унутрашњи Храм                                      | Унутрашњи Храм                                      | Еразмус универзитет                 | Еразмус универзитет                 | Универзитет у Абердину                         | Универзитет у Абердину                         | Југословенска дебатна мрежа                               | Југословенска дебатна мрежа                               |
| 2001.  | Порторож  | ЕФЛ   | Елиот Голд                                          | Метју Снар                                          | Александер Ирдманс                  | Едвард ван Гунс                     | Рами Окаша                                     | Крис Пеги                                      | Соња Стојановић                                           | Мила Турајлић                                             |
| 2001.  | Порторож  | ЕСЛ   | Еразмус универзитет                                 | Еразмус универзитет                                 |                                     |                                     |                                                |                                                |                                                           |                                                           |
| 2001.  | Порторож  | ЕСЛ   | Александер Ирдманс                                  | Едвард ван Гунс                                     |                                     |                                     |                                                |                                                |                                                           |                                                           |
| 2000.  | Абердин   | ЕФЛ   | Универзитет у Оксфорду                              | Универзитет у Оксфорду                              | Универзитет у Oксфорду              | Универзитет у Oксфорду              | Тринити колеџ                                  | Тринити колеџ                                  | Тринити колеџ                                             | Тринити колеџ                                             |
| 2000.  | Абердин   | ЕФЛ   | Арон Манијам                                        | Мелани Маршал                                       | Ниал Кенеди                         | Ијан Смит                           | Фергал Дејвис                                  | Пол Гини                                       | Конор Бирн                                                |                                                           |
| 2000.  | Абердин   | ЕСЛ   | Универзитет у Тартуу                                | Универзитет у Тартуу                                |                                     |                                     |                                                |                                                |                                                           |                                                           |
| 2000.  | Абердин   | ЕСЛ   | Кристи Хакаја                                       | Ен Мецар                                            |                                     |                                     |                                                |                                                |                                                           |                                                           |
| 1999.  | Ротердам  | ЕФЛ   | Универзитет у Оксфорду                              | Универзитет у Оксфорду                              | Универзитет у Oксфорду              | Универзитет у Oксфорду              | Ројал Холовеј                                  | Ројал Холовеј                                  | Универзитет у Утрехту                                     | Универзитет у Утрехту                                     |
| 1999.  | Ротердам  | ЕФЛ   | Мајкл Биршан                                        | Мјурин Окинајд                                      | Арон Манијам                        | Ијан Смит                           | Марк Габријел                                  | Андре Вокер                                    | Бенџамин Болџер                                           | Бибилот Дајвстејн                                         |
| 1999.  | Ротердам  | ЕСЛ   | Дири колеџ                                          | Дири колеџ                                          |                                     |                                     |                                                |                                                |                                                           |                                                           |
| 1999.  | Ротердам  | ЕСЛ   | Ирини Камба                                         | Манолис Полихронидис                                |                                     |                                     |                                                |                                                |                                                           |                                                           |

### Најбољи говорници турнира
| Година | Најбољи говорник        | Институција                                         | Најбољи говорник ЕСЛ | Институција             |
| 2018.  | Лусија Арси             | Универзитет у Шефилду                               | Лусија Арси          | Универзитет у Шефилду   |
| 2017.  | Бетани Гери             | Универзитет у Глазгову                              | Флорис Холстиџ       | Универзитет у Лајдену   |
| 2016.  | Мајкл Дан Гоекјиан      | Висока школа за пословну економију и предузетништво | Дан Лахав            | Универзитет у Тел Авиву |
| 2015.  | Алек Дон                |                                                     | Дан Лахав            | Универзитет у Тел Авиву |
| 2014.  | Бен Адамс               |                                                     | Хелена Иванов        | Универзитет у Београду  |
| 2013.  | Сени Руни               | Историјско друштво Тринити колеџа                   | Виктор Прља          | Универзитет у Београду  |
| 2012.  | Марија Инглиш           | Универзитет у Кембриџу                              | Даник ван Копенхаген | Универзитет у Утрехту   |
| 2011.  | Кетрин Марфи            | Историјско друштво Тринити колеџа                   |                      |                         |
| 2010.  | Фред Кауел              | Универзитет у Лондону                               | Џерон Нун            | Еразмус универзитет     |
| 2009.  | Џонатан Лидер Мајнард   | Универзитет у Оксфорду                              | Јоен Коен-Идов       | Универзитет у Тел Авиву |
| 2008.  | Џејмс Дреј и Симон Квин | Универзитет у Оксфорду                              | Лила Куинг           | Универзитет у Лајдену   |
| 2007.  | Сем Блок                | Универзитет у Кембриџу                              | Лила Куинг           | Универзитет у Лајдену   |
| 2006.  | Вил Џоунс               | Универзитет у Оксфорду                              | Марк Рулс            | Еразмус универзитет     |
| 2005.  |                         |                                                     | Анат Гелбер          | Универзитет у Хаифи     |
| 2004.  | Дерек Лeнди             | Филозофско друштво Универзитетског колеџа Корк      |                      |                         |

## Савет и комитет
Европски дебатни савет (енгл. EUDC Council) формиран је 1999. као врховни орган који заседа током такмичења. Свака земља учесница има један глас. Савет одлучује о правилима такмичења, критеријумима и будућим домаћинима такмичења.
Европски дебатни комитет (енгл. EUDC Commitee) чине председник, који такође води Европски дебатни савет, секретар, регистратор, домаћини садашњег и прошлих такмичења и регионални представници за Централну и источну Европу, за Северну и западну Европу, Југоисточну Европу, Блиски исток и Северноатлантска острва.
| Година избора | Такмичење | Председник     | Универзитет | Земља           | Регистратор    | Универзитет         | Земља           | Секретар      | Универзитет | Земља     |
| 2016.         | Варшава   | Керин Меркенс  |             |                 | Дан Велинг     |                     |                 | Јан Гунтер    |             |           |
| 2015.         | Беч       | Керин Меркенс  |             |                 | Данкан Кроу    |                     |                 | Мириам Џиндис |             |           |
| 2014.         | Загреб    | Фред Кауел     |             |                 | Керин Меркенс  |                     |                 | Џејмс Риди    |             |           |
| 2013.         | Манчестер | Џанин Рајан    |             |                 |                |                     |                 |               |             |           |
| 2012.         | Београд   | Маркус Евалд   | Мајнц       | Њемачка         | Јоин Килкни    | Даблин              | Република Ирска | Чрт Подлогар  | Љубљана     | Словенија |
| 2011.         | Галвеј    | Стивен Нолан   | Корк        | Република Ирска | Ана Валкеринг  | Бонапарте Амстердам | Холандија       | Чрт Подлогар  | Љубљана     | Словенија |
| 2010.         | Амстердам | Јенс Фишер     | Берлин      | Њемачка         | Бранка Марушић | Загреб              | Хрватска        | Роб Хониг     | Лајден      | Холандија |
| 2009.         | Њукасл    | Јенс Фишер     | Берлин      | Њемачка         | Бранка Марушић | Загреб              | Хрватска        |               |             |           |
| 2008.         | Талин     | Шпела Кунеј    | Љубљана     | Словенија       | Шпела Крањц    | Љубљана             | Словенија       |               |             |           |
| 2007.         | Коч       | Бранка Марушић | Загреб      | Хрватска        | Алекс Вард     | Њукасл              | Енглеска        |               |             |           |
| 2006.         | Берлин    | Ларс Дурсма    | Ротердам    | Холандија       | Клифорд Мејс   | Њукасл              | Енглеска        |               |             |           |
| 2005.         | Корк      | Нога Исаксон   | Херцлија    | Израел          |                |                     |                 |               |             |           |
| 2004.         | Дарам     | Миранда Виглер | Сент Ендруз | Шкотска         | Дејвид Хем     | Ротердам            | Холандија       |               |             |           |
| 2003.         | Загреб    | Домагој Барич  | Загреб      | Хрватска        | Симон Молан    | Дарам               | Енглеска        |               |             |           |
| 2002.         | Хаифа     | Ури Закаи      | Хаифа       | Израел          | Домагој Барич  | Загреб              | Хрватска        |               |             |           |

## Наредни домаћини
- 2019. у Атини - домаћин  Дебатно друштво Грчке
- 2020. у Астани - домаћин  Дебатна унија Астане